# 若生美喜子
若生 美喜子（わこう みきこ、1960年1月31日 - ）は、日本の元女子バレーボール選手。

## 来歴
北海道河東郡出身。中学1年からバレーボールを始める。妹背牛商業高校を経て、1979年に日本リーグのユニチカ（当時）に入部。
1981年、全日本に選出され、同年のワールドカップに出場して銀メダルを獲得した。また翌1982年の世界選手権に出場し4位入賞を果たした。

## 球歴
- 所属チーム履歴

妹背牛商業高校 → ユニチカ（1978-1983年 ）
- 全日本代表 - 1981-1982年
- 全日本代表としての主な国際大会出場歴
  - 世界選手権 - 1982年
  - ワールドカップ - 1981年